# Império dos Sentados
Império dos Sentados foi uma banda portuguesa de hard rock (mais tarde rock progressivo) iniciada em 1994 por Rui Rodrigues (o vocalista) e Renato Ribeiro (o guitarrista). Baladas como "Longe de Ti", "Sempre para te Amar" e "Só por Ti" foram êxitos em Portugal. 